# 크라운 에터
크라운 에터(영어: Crown ether)는 화학식 [C2H4O]n인 유기 화합물이다. 산화 에틸렌의 고리형 올리고머로 적절한 크기의 금속 양이온을 위한 리간드로서 작용한다. 크라운 에터의 합성으로 찰스 피더슨은 노벨화학상을 받았다.

## 종류
- 6-크라운-2
- 9-크라운-3
- 12-크라운-4
- 15-크라운-5
- 18-크라운-6
- 21-크라운-7

## 같이 보기
- 크립탠드(Cryptand)
- 에터
- 고리 화합물